# Hagano
Hagano  là một viên quý tộc nhỏ có ảnh hưởng tại Lotharingia và Tây Francia suốt thời trị vì của Charles Đơn Sơ (898–922). Ông là người bà con của người vợ đầu của Charles là Frederuna, vốn xuất thân từ Lotharingia. Sau khi Frederuna chết vào năm 917. Năm 918 Hagano trở thành cận thận và cố vấn thân tín nhất của nhà vua. Giới quý tộc kinh thường hắn, tuy nhiên uy quyền của Charles trong giới quý tộc đã bị suy yếu do sự hiện diện của Hagano trong triều.
Năm 919 các Nam tước người Tây Frank từ chối trợ giúp nhà vua đẩy lùi sự xâm lược của người Magyar. Một người lãnh đạo các Nam tước vùng Lotharingian là Gilbert, dành sự ủng hộ cho vị vua người Đức là Henry Người Bắn Chim, và theo sử gia Flodoard cho biết thì Henry được giới quý tộc Lotharingian bầu chọn làm "hoàng tử". Flodoard cũng ghi lại rằng Robert xứ Neustria đã thực hiện một hiệp ước với người Viking mà không được sự cho phép của hoàng gia. Charles đã phạm phải một sai lầm khi chuyển các khoản tài trợ bổng lộc, đặc biệt là các tu viện từ các Nam tước của ông cho Hagano. Vào năm 922 ông cấp cho Hagano vùng Chelles, vẫn đang thuộc quyền sở hữu của Rothilde, con gái Charles Hói, các Nam tước Tây Francia nổi loạn và chọn Robert làm vua thế chỗ cho Charles.
Sử gia người Pháp Charles Bémont chỉnh sửa tài liệu (số 5 trong bản thảo 9016 trong Thư viện Quốc gia Pháp) cho cuốn pièces justificatives của cuốn tiểu sử Simon de Montfort trong đó có ghi chép về một viên Nam tước đã nhắc nhở vua Henry III của Anh về những gì đã xảy ra với "Charles l'Assoté" khi ông quá gần gũi với các cố vấn không được lòng dân.